# Vladimir Premec
Vladimir Premec (Gola, 18. kolovoza 1939. – Sarajevo, 23. ožujka 2018.) bio je hrvatski filozof.

## Životopis
Rođen je 1939. u Goli kraj Koprivnice. Osnovnu školu je pohađao u rodnome mjestu i u Virju. Godine 1958. maturirao je u Nadbiskupskoj klasičnoj gimnaziji u Zagrebu. Na Filozofskom fakultetu Sveučilišta u Zagrebu završio je studij filozofije i komparativne književnosti (1965.). Doktorirao je na Filozofskom fakultetu u Sarajevu 1968. godine temom Petrićeva kritika Aristotela.
Predavao je od 1967. do 2009. na Odsjeku za filozofiju Filozofskoga fakulteta u Sarajevu. Od 1977. do 1979. bio je prodekan na Filozofskom fakultetu u Sarajevu. Bio je tajnik Hrvatskog filozofskog društva od 1965. do 1966. godine te predsjednik Društva za filozofiju BiH od 1976. do 1978. godine.
Bio je član i potpredsjednik sarajevske „Asocijacije nezavisnih intelektualaca Krug 99”, počasni član „Associazione Nicolò Copernico” u Ferrari te član i osnivač PEN Centra BiH. Bio je i redovni član Akademije znanosti i umjetnosti Bosne i Hercegovine.

## Djela
- „Franciskus Patricijus” (Beograd, 1968.)
- „Biće beskonačnog” (Sarajevo, 1973.)
- „Pohvala filodoksiji” (Sarajevo, 1978.)
- „Hrestomatija etičkih tekstova: patristike – sholastike – renesanse” (Sarajevo, 1978.)
- „O marksistima i kršćanima” (Banja Luka, 1988.)
- „Petrićeva kritika Aristotelesa” (Zenica, 1996.)
- „Logos u Herákleitosa” (Sarajevo, 1996.)
- „Tjeskoba tolerancije” (Sarajevo–Zagreb, 2005.)
- „Filozofijska i sociologijska bibliografija S. R. Hrvatske od 1945-1962.” (Sarajevo–Zagreb, 2009.)
- „Simfonia Bosniae” (Sarajevo, 2015.)

Prevodio je djela s latinskoga, talijanskoga i njemačkoga. Između ostaloga djla Tome Akvinskoga („Dvije filozofske rasprave”, 1967.; „Rasprava o općim pojmovima”, 1973.; „O biću i biti”, 1973.; „O biću i bitnosti”, 2008.) te Franje Petrića („Sretan grad”, 1975.; „Izabrani politički spisi”, 1998.).

## Počasti
- Počasni doktorat iz filozofije na Sveučilištu u Ferrari (1995.)[1]
- International Peace Prize (SAD).[1]

### Članci
- Buntić, Mate. 2018. In memoriam: Akademik Vladimir Premec, professor emeritus (1939. – 2018.). Mostariensia. Sveučilište u Mostaru. Mostar. 22 (2): 197–198